# Salamon Ödön (orvos)
Salamon Ödön (Nagyléta, 1911. június 18. – Budapest, 1974. január 2.) orvos, orvosezredes.

## Élete
Salamon Emil (1886–1974) kereskedő és Klein Etelka (1886–1936) fiaként született zsidó családban. Húgai Salamon Magdolna (1912), Erzsébet (1914) és Irén (1917–1936). Középiskolai tanulmányait a Debreceni Zsidó Reálgimnáziumban végezte, ahol az 1928/1929. tanév végén tett érettségi vizsgát. A debreceni Tisza István Tudományegyetemen 1936-ban avatták orvosdoktorrá. 1936 és 1938 között kórházi orvos, 1938–1939-ben a debreceni Helyőrségi Kórház tartalékos tiszti orvosa volt. 1939 és 1944 között munkaszolgálatot teljesített. Apja és két idősebb húga is túlélte a vészkorszakot. 1944-ben hadifogságba került. 1945-től 1949-ig üzemorvosként működött Budapesten. 1949–1950-ben a székesfehérvári Helyőrségi Kórház parancsnoka, 1950 és 1953 között a Honvédelmi Minisztériumban osztályvezető, 1953 és 1955 között a budapesti Katonai Rendelőintézet belgyógyász szakorvosa volt. 1955-ben leszerelt, 1955 és 1958 között üzemorvos, 1958 és 1971 között ismét katonaorvos, a Katonai Egészségügyi Intézetet vezette. 
Felesége Őri Margit (1924–2002). Fia Salamon Péter (1949–2009).

## Művei
- A nemzetközi helyzet és az egészségügyi szolgálat. (Honvédorvos, 1951, 6.)
- A felcserekről és azok feladatairól, munkaköréről. (Honvédorvos, 1951, 9.)
- Az élőlények keletkezése és fejlődése. Vadász Gyulával, Balázs Andrással. (Honvédorvos, 1952, 11.)
- Conicotom mulázs. Wintner Lászlóval. (Orvosi Hetilap, 1967, 1.)

## Díjai, elismerései
- Kiváló orvos (1964)